# Delta de Perseu
Delta de Perseu (δ Persei) és un estel de la constel·lació de Perseu de magnitud aparent +2,99. S'hi troba a 528 anys llum del sistema solar i probablement és membre del Cúmul d'Alfa Persei (Melotte 20), l'astre més brillant del qual és Mirfak (α Persei).
Delta de Perseu és una gegant blava de tipus espectral B5III. Amb una temperatura superficial de 13.800 K, té una lluminositat 3.400 vegades major que la del Sol i un diàmetre 10 vegades més gran que el d'aquest. Igual que altres estels calents, rota a gran velocitat —igual o superior a 255 km/s—, completant una volta en menys de dos dies. La seva massa aproximada és de 6,5 masses solars i la seva edat s'estima en 50 milions d'anys; havent acabat la fusió del seu hidrogen, està en fase d'evolució cap a una gegant vermella de grandària molt major. Catalogada com a estrella Be, és una estrella variable eruptiva que, a causa de la ràpida rotació, perd massa estel·lar de la seva zona equatorial.
A 102 segons d'arc de Delta de Perseu es pot observar un tènue estel de magnitud +10,4, sent qüestionable si està físicament relacionada amb ella. Si fos així, la distància entre ambdues seria d'almenys 16.000 ua.